# 朗什广场

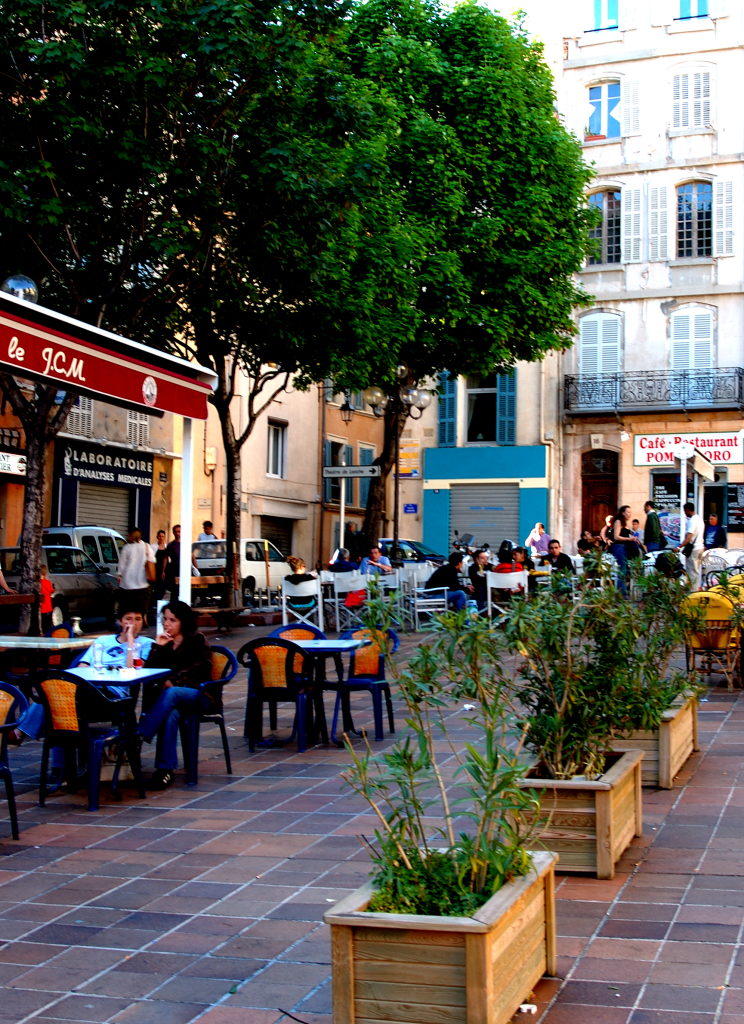

朗什广场（法語：Place de Lenche）是法国普罗旺斯-阿尔卑斯-蓝色海岸大区罗讷河口省马赛的一个广场，位于马赛第二区的市政厅分区和篓筐老城，靠近马赛老港。自古希腊时期，可能是市中心广场的所在地。
朗什广场周围是主教街（Rue de l'Évêché）和凯塞尔街。49路巴士经过朗什广场。
朗什广场曾用过圣救主广场（Place Saint-Sauveur）、铸造厂广场（Place de la Fonderie）和祖国孩子广场（Place des Enfants-de-la-Patrie）等名称。
广场的名字来自起源于科西嘉的朗什家族（科西嘉语读作“林修”）, 16世纪，他们在广场上兴建了府邸。托马斯·朗什成立了一家公司，经营阿尔及利亚与马赛之间的贸易。
广场东面曾是米拉博的里克蒂家族建造的贵族府邸，1660年路易十四来到马赛时，曾住在这里。该建筑已于19世纪末拆除。

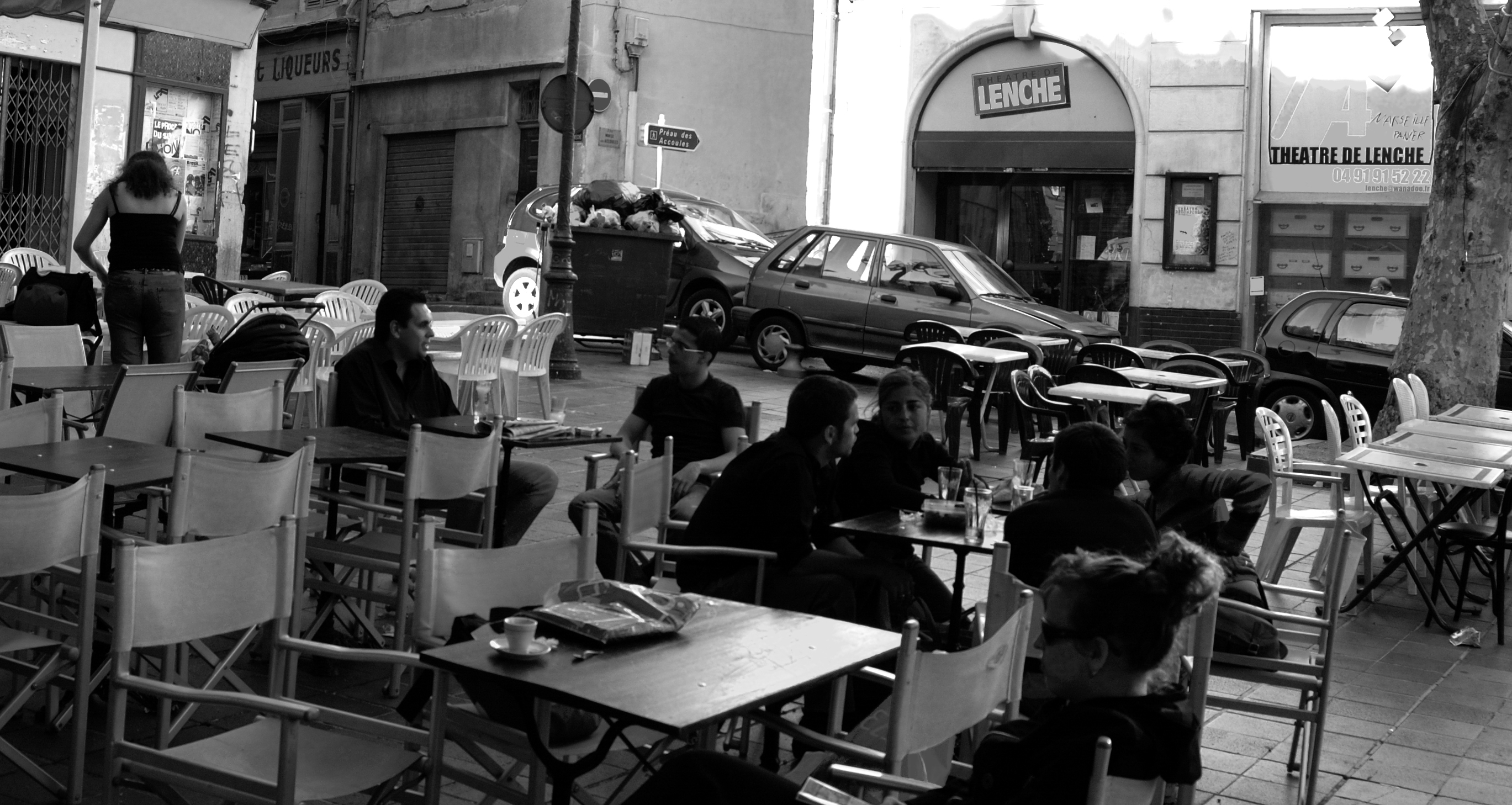
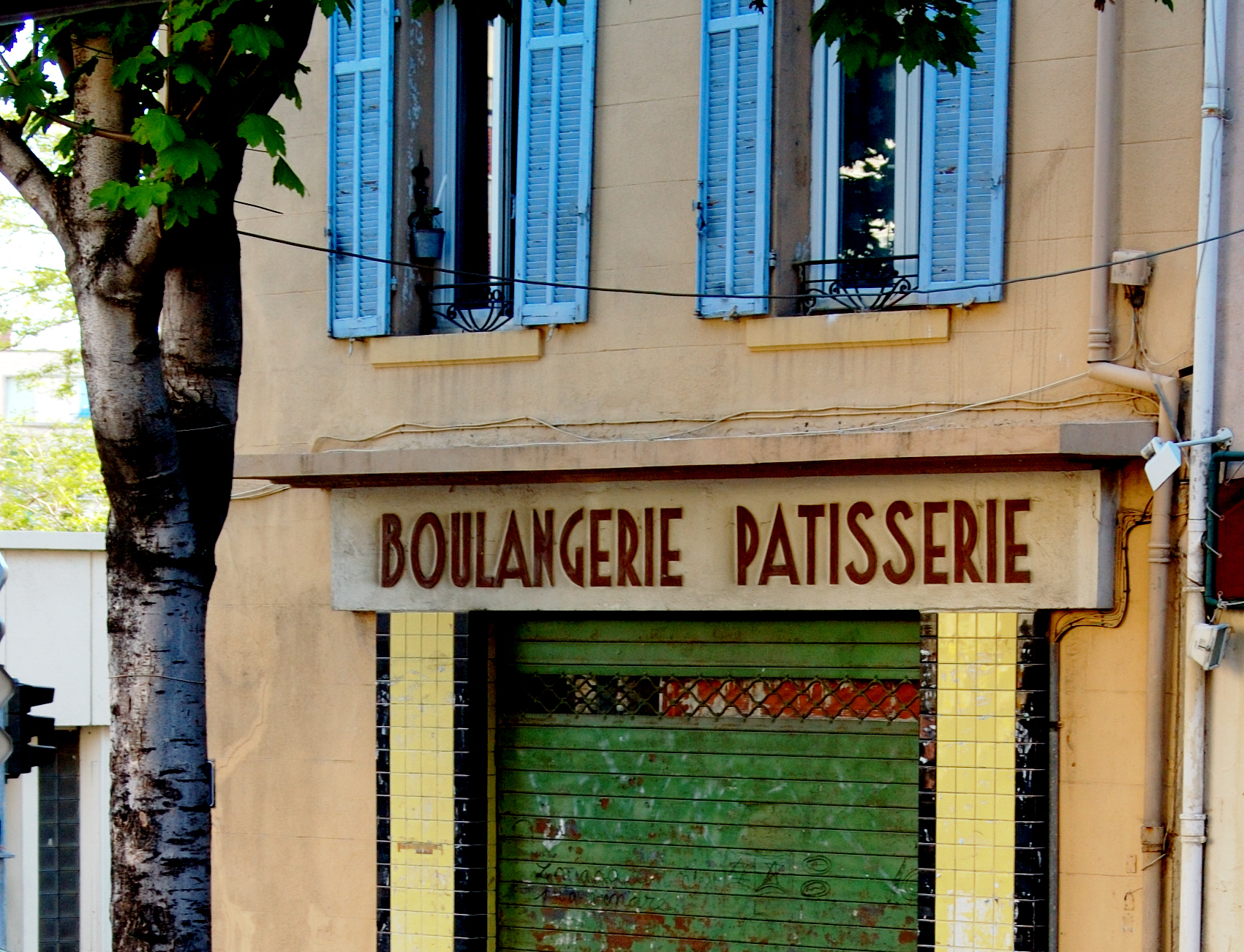
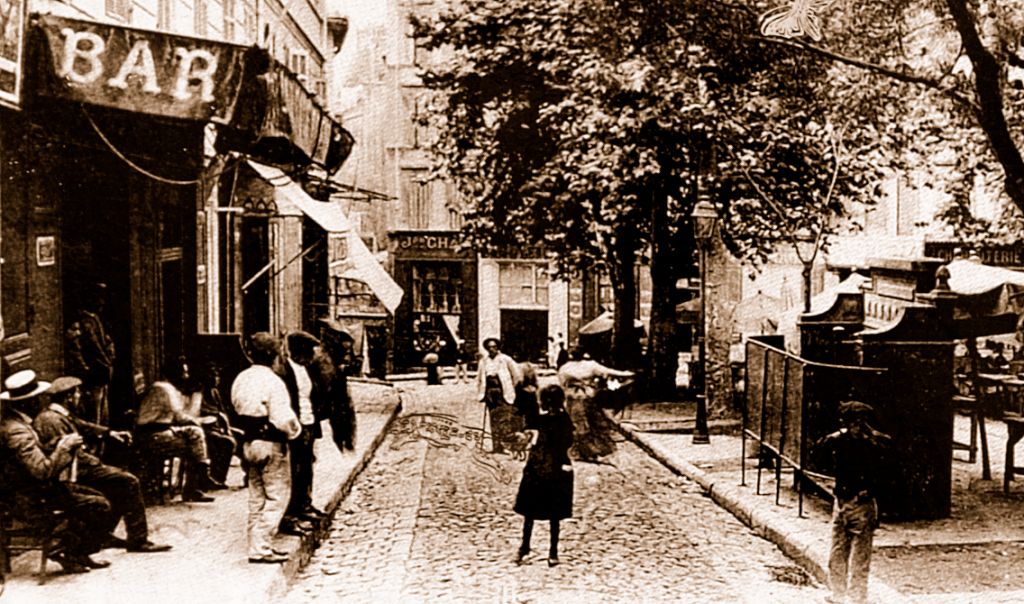